# نورث كانان (كونيتيكت)
نورث كانان (بالإنجليزية: North Canaan, Connecticut)‏ هي بلدة أمريكية تقع في الولايات المتحدة في مقاطعة ليتشفيلد (كونيتيكت). يقدر عدد سكانها بـ 3,392 نسمة ومساحتها 50.5 كم2 وترتفع عن سطح البحر 251 متر.